# Unas

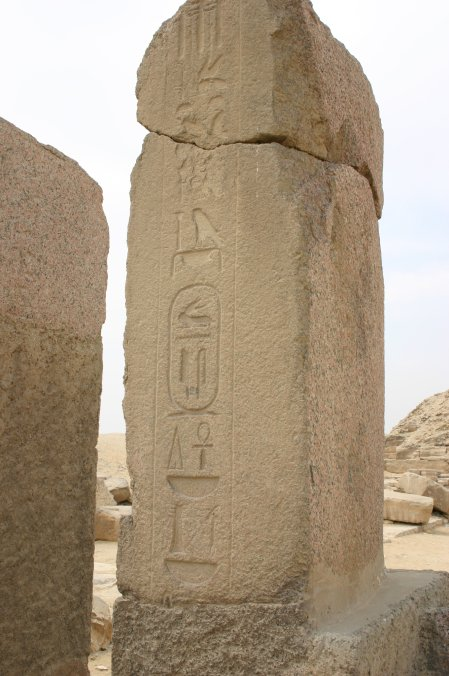
Numele lui Unas pe o stelă în Saqqara

Unas (cunoscut și ca Wenis, Oenas, Unis, sau Ounas) a fost ultimul  faraon al celei de a V-a dinastii a Regatului Vechi al Egiptului. Se spune că ar fi trăit între 2375 și2345 î.Hr.. El a construit o mică piramidă la Saqqara, aproape de Piramida în trepte de la Djoser.Scuccesorul său Teti, s-a căsătorit cu Iput (fiica lui Unas) pentru a justifica accederea la tron și a fondat cea de a VI-a dinastie.
| A V-a Dinastie Egipteană  |      |               |
| Predecesor Djedkare Isesi | Unas | Succesor Teti |